# Division de Hazara
La division de Hazara (en ourdou : ہزارہ ڈویژن) est une subdivision administrative du nord-est de la province de Khyber Pakhtunkhwa au Pakistan. Elle compte près de 6,2 millions d'habitants en 2023, et sa capitale est Abbottabad. Elle est frontière avec la zone contestée de l'Azad Cachemire et du Gilgit-Baltistan.
La division regroupe les districts suivant :
- district d'Abbottabad
- district de Battagram
- district d'Haripur
- district de Mansehra
- district du Kohistan
- district de Torghar

La majorité de la population de la division parle l'hindko, une langue très minoritaire à l'échelle nationale. C'est la division la plus riche et développée de la province, essentiellement dans sa partie sud, tandis qu'au nord on trouve la région peu accessible du Kohistan.

## Histoire
La subdivision est créée à la fin du XIXe siècle par le pouvoir colonial du Raj britannique. Avec l'indépendance du Pakistan en 1947, la région connait les troubles consécutifs à la partition de l'Inde et de nombreuses minorités religieuses sont obligées de quitter la division.
Comme l'ensemble des divisions pakistanaises, la subdivision a été abrogée en 2000 avant d'être rétablie en 2008. En 2018, avec la réforme supprimant les régions tribales, le Waziristan du Nord rejoint la division.

## Population

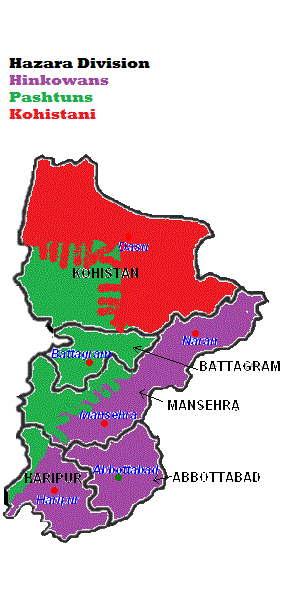
Carte ethnique de la division.

La population de la division s'affiche à 6 188 736 habitants selon le recensement de 2023, dont seulement 10,3 % sont urbains. Sa croissance annuelle moyenne depuis 2017 est de 2,6 %, un peu plus que la moyenne de la province de Khyber Pakhtunkhwa.
L'alphabétisation s'établit à 61 %, mieux que la moyenne provinciale de 51 %, dont 71 % pour les hommes et 50 % pour les femmes.
La majorité des habitants de la division parlent l'hindko (56 %), petite langue à l'échelle nationale puisqu'elle est seulement parlée majoritairement dans cette division. Avec presque 3,4 millions de locuteurs, 60 % des hindkophones du pays habitent la division. Le pachto est la deuxième langue, avec près de 21 % de locuteurs, suivi par le kohistani avec 15 %. On compte enfin quelques petites minorités parlant ourdou (1,5 %) et shina (1,1 %).

## Religion

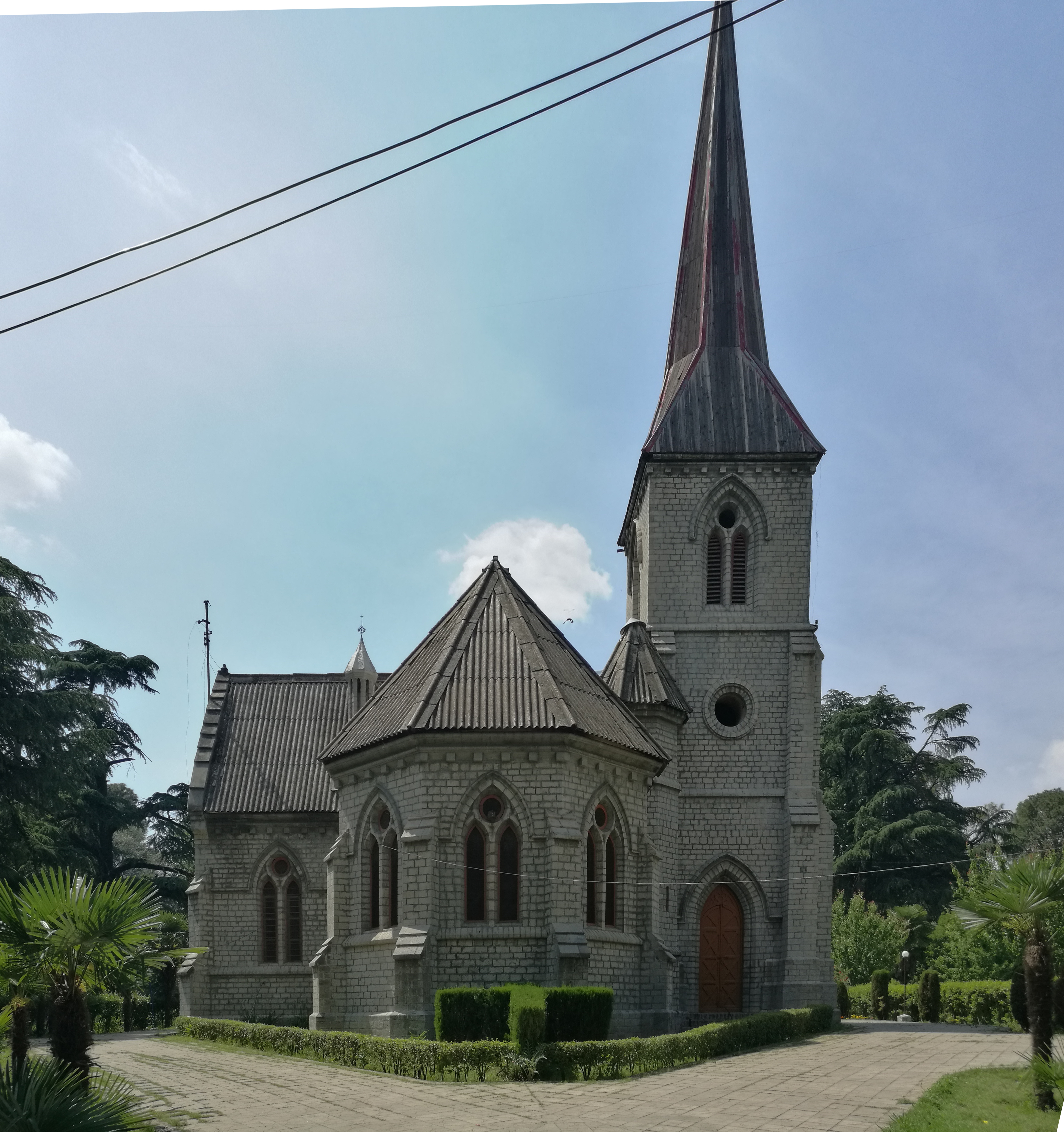
L'église anglicane Saint Luke d'Abbottabad, construite en 1864.

Largement majoritairement musulmane, la division comprenait toutefois une minorité hindouiste (presque 4 % en 1941) et une petite minorité sikhe (1,2 %) avant la partition des Indes et la création du Pakistan en 1947. Dans un contexte d'affrontements inter-religieux, les communautés non-musulmanes ont largement fuit la région pour s'installer en Inde. Depuis lors, la population est quasi-exclusivement musulmane : selon le recensement de 2023, les musulmans sont 99,7 % de la population, tandis que les chrétiens sont presque 17 000, les hindous seulement 333 et les sikhs 138.
| Religion      | 1881    | 1881    | 1901    | 1901    | 1921    | 1921    | 1941    | 1941    |
| Religion      | Pop.    | %       | Pop.    | %       | Pop.    | %       | Pop.    | %       |
| ------------- | ------- | ------- | ------- | ------- | ------- | ------- | ------- | ------- |
| Islam         | 385 759 | 94,76 % | 533 120 | 95,15 % | 591 058 | 94,97 % | 756 004 | 94,95 % |
| Hindouisme    | 19 843  | 4,87 %  | 23 031  | 4,11 %  | 26 038  | 4,18 %  | 30 267  | 3,8 %   |
| Sikhisme      | 1 381   | 0,34 %  | 4 036   | 0,72 %  | 4 850   | 0,78 %  | 9 220   | 1,16 %  |
| Christianisme | 90      | 0,02 %  | 101     | 0,02 %  | 403     | 0,06 %  | 737     | 0,09 %  |
| Total         | 407 075 | 100 %   | 560 288 | 100 %   | 622 349 | 100 %   | 796 230 | 100 %   |

## Administration

### Villes

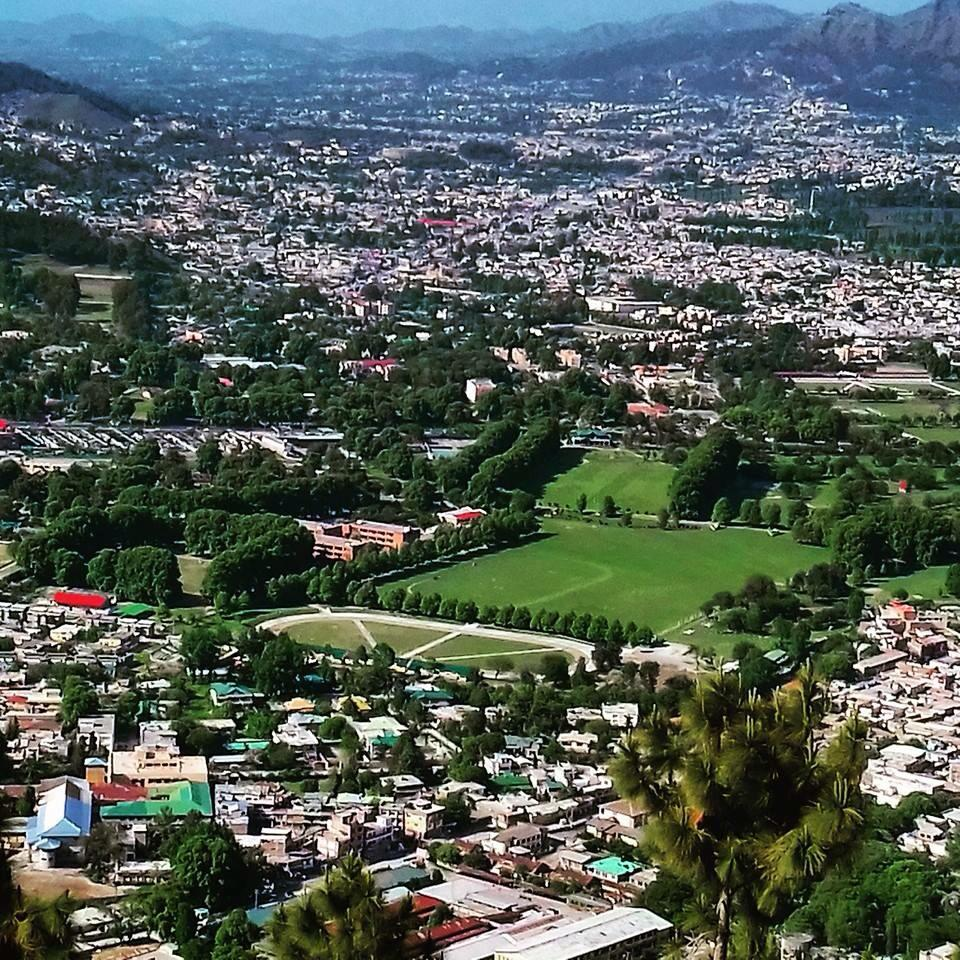
Vue d'Abbottabad en 2016.

La division compte près de 635 000 urbains répartis au sein de sept villes. La capitale Abbottabad est la plus grande puisqu'elle regroupe plus d'un tiers de la population urbaine.
| Ville      | Population (rec. 2023) |
| ---------- | ---------------------- |
| Abbottabad | 234 395                |
| Mansehra   | 137 278                |
| Haripur    | 91 915                 |
| Khalabat   | 55 850                 |
| Nawanshehr | 40 711                 |
| Havelian   | 37 509                 |
| Baffa      | 17 556                 |

### Districts
| # | District      | Capitale   | Superficie (km²) | Pop. (2023) | Densité (2023) | % Alphabétisé (2023) |
| - | ------------- | ---------- | ---------------- | ----------- | -------------- | -------------------- |
| 1 | Haripur       | Haripur    | 1 725            | 1 174 783   | 681            | 74,9 %               |
| 2 | Battagram     | Battagram  | 1 301            | 554 133     | 426            | 39,1 %               |
| 3 | Abbottabad    | Abbottabad | 1 967            | 1 419 072   | 722            | 77,3 %               |
| 5 | Bas-Kohistan  | Pattan     | 642              | 340 017     | 529            | 22 %                 |
| 6 | Mansehra      | Mansehra   | 4 125            | 1 797 177   | 436            | 63,8 %               |
| 7 | Torghar       | Judba      | 454              | 200 445     | 442            | 29,7 %               |
| 8 | Haut-Kohistan | Dasu       | 5 440            | 422 947     | 78             | 19,1 %               |
| 9 | Kolai Palas   | Kolai      | 1 410            | 280 162     | 199            | 18,8 %               |